# Arthur Loft
Arthur Loft (Denver, 25 maggio 1897 – Los Angeles, 1º gennaio 1947) è stato un attore statunitense.

## Filmografia parziale
- The Main Event, regia di Daniel Dare (1938)
- Rhythm of the Saddle, regia di George Sherman (1938)
- Should a Girl Marry?, regia di Lambert Hillyer (1939)
- Night in New Orleans, regia di William Clemens (1942)
- Dottor Broadway (Dr. Broadway), regia di Anthony Mann (1942)
- La donna del ritratto (The Woman in the Window), regia di Fritz Lang (1944)
- Charlie Chan in the Secret Service, regia di Phil Rosen (1944)